# Mar di Groenlandia
Il Mar di Groenlandia (in danese: Grænlanshaf in norvegese Grønlandshavet) è il tratto di mare, con una superficie di circa un milione di km², che si estende dalla costa orientale della Groenlandia, la costa settentrionale dell'Islanda, l'isola di Jan Mayen e l'arcipelago di Svalbard. È un mare secondario del Mar Glaciale Artico, viene talvolta considerato parte dell'oceano Atlantico settentrionale. 
Ha una profondità media di 1.641 m, il punto più profondo è pari a 5.527 m.